# Otorowo
Otorowo (Duits: Otteraue) is een dorp in het Poolse woiwodschap Koejavië-Pommeren, in het district Bydgoski. De plaats maakt deel uit van de gemeente Solec Kujawski en is gelegen in Noord-centraal Polen.